# 매튜 검리
매튜 검리(Matthew Gumley, 1997년 2월 7일 ~ )는 미국의 배우, 텔레비전 배우이다.
웨스트팜비치에서 태어났다.

## 영화
- 블로우토치 (2015년) - 버나드 윌리스 역
- 테레사 이즈 어 마더 (2012년)